# Mistrzostwa Europy w Lekkoatletyce 1962 – bieg na 200 m kobiet

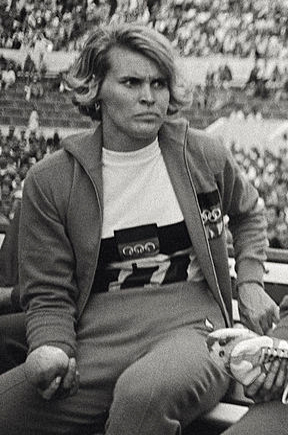
Jutta Heine

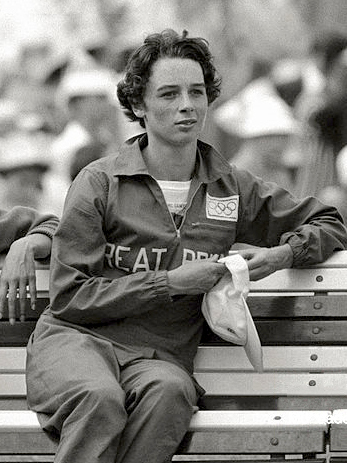
Dorothy Hyman

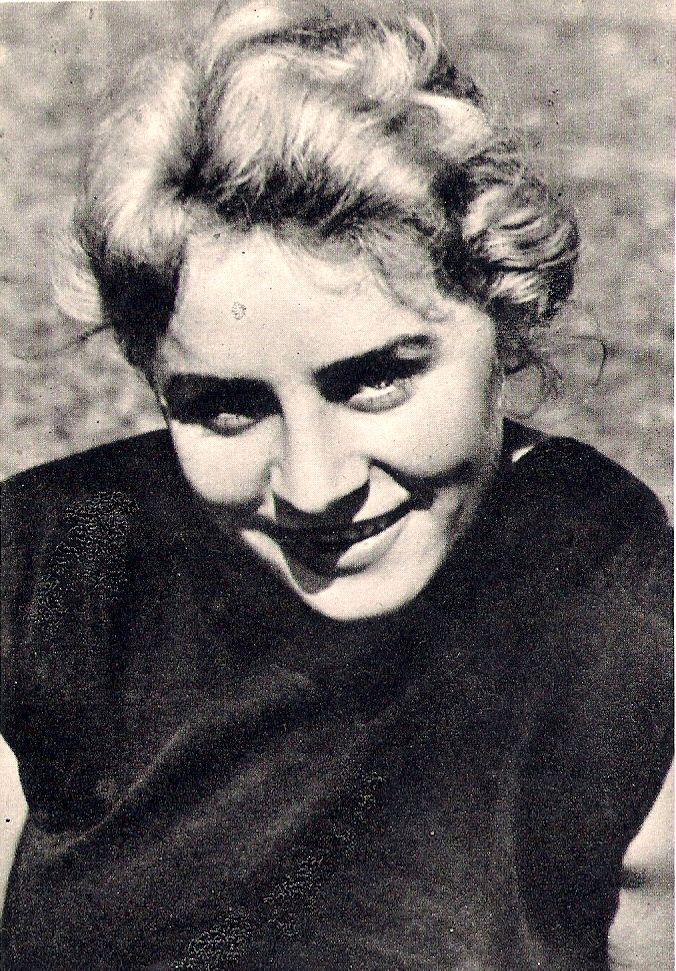
Barbara Sobotta

Bieg na dystansie 200 metrów kobiet był jedną z konkurencji rozgrywanych podczas VII Mistrzostw Europy w Belgradzie. Biegi eliminacyjne i półfinałowe zostały rozegrane 14 września, a bieg finałowy 15 września 1962 roku. Zwyciężczynią tej konkurencji została reprezentantka wspólnej reprezentacji Niemiec Jutta Heine. W rywalizacji wzięło udział szesnaście zawodniczek z dziewięciu reprezentacji.

## Rekordy
| Rekord świata     | Wilma Rudolph (USA)          | 22,9 | Corpus Christi, USA | 09.07.1960 |
| Rekord Europy     | Jutta Heine (FRG)            | 23,3 | Malmö, Szwecja      | 13.08.1961 |
| Rekord mistrzostw | Stanisława Walasiewicz (POL) | 23,8 | Wiedeń, III Rzesza  | 18.09.1938 |

## Wyniki

### Eliminacje
Bieg 1
| Miejsce | Zawodniczka         | Czas | Uwagi |
| ------- | ------------------- | ---- | ----- |
| 1       | Wałentyna Masłowska | 23,8 | Q CR  |
| 2       | Barbara Sobotta     | 24,1 | Q     |
| 3       | Hannelore Raepke    | 24,2 | Q     |
| 4       | Michèle Davaze      | 25,3 |       |

Bieg 2
| Miejsce | Zawodniczka     | Czas | Uwagi |
| ------- | --------------- | ---- | ----- |
| 1       | Dorothy Hyman   | 23,9 | Q     |
| 2       | Claudette Actis | 24,7 | Q     |
| 3       | Ida Such        | 25,1 | Q     |

Bieg 3
| Miejsce | Zawodniczka      | Czas | Uwagi |
| ------- | ---------------- | ---- | ----- |
| 1       | Ann Packer       | 24,0 | Q     |
| 2       | Elżbieta Szyroka | 24,1 | Q     |
| 3       | Donata Govoni    | 24,4 | Q     |
| 4       | Johanna Gaiser   | 24,6 |       |
| 5       | Renée Enjalbert  | 25,3 |       |

Bieg 4
| Miejsce | Zawodniczka         | Czas | Uwagi |
| ------- | ------------------- | ---- | ----- |
| 1       | Jutta Heine         | 24,1 | Q     |
| 2       | Daphne Arden        | 24,5 | Q     |
| 3       | Olga Šikovec        | 25,1 | Q     |
| 4       | Therese Schueremans | 26,5 |       |

### Półfinały
Półfinał 1
| Miejsce | Zawodniczka         | Czas | Uwagi |
| ------- | ------------------- | ---- | ----- |
| 1       | Barbara Sobotta     | 23,8 | Q CR  |
| 2       | Wałentyna Masłowska | 24,0 | Q     |
| 3       | Ann Packer          | 24,2 | Q     |
| 4       | Hannelore Raepke    | 24,3 |       |
| 5       | Claudette Actis     | 24,5 |       |
| 6       | Ida Such            | 25,1 |       |

Półfinał 2
| Miejsce | Zawodniczka      | Czas | Uwagi |
| ------- | ---------------- | ---- | ----- |
| 1       | Jutta Heine      | 23,6 | Q CR  |
| 2       | Dorothy Hyman    | 23,7 | Q     |
| 3       | Daphne Arden     | 24,3 | Q     |
| 4       | Elżbieta Szyroka | 24,7 |       |
| 5       | Donata Govoni    | 24,8 |       |
| 6       | Olga Šikovec     | 25,0 |       |

### Finał
| Miejsce | Zawodniczka         | Czas | Uwagi |
| ------- | ------------------- | ---- | ----- |
| 1       | Jutta Heine         | 23,5 | CR    |
| 2       | Dorothy Hyman       | 23,7 |       |
| 3       | Barbara Sobotta     | 23,9 |       |
| 4       | Daphne Arden        | 24,2 |       |
| 5       | Wałentyna Masłowska | 24,2 |       |
| 6       | Ann Packer          | 24,4 |       |